# 格烈准將
格烈准將（Brigadier Gerard, 1968–1989）是匹英國純種競賽馬和種馬。由1970年7月至1972年10月的競賽生涯裡共出賽18次，取得17場勝利，被評為20世紀最偉大的英國競賽馬。
1970年牠以無敗姿態完成兩歲賽季，其中最重要的勝仗是中央公園錦標。三歲賽季牠同樣勝出所有比賽：在英國二千堅尼錦標擊敗水車礁石、接連拿下聖詹姆士皇宮錦標、薩塞克斯錦標、慶典一哩錦標（古活一哩錦標）和伊莉莎白二世錦標等一哩賽事的桂冠；後來增程挑戰2000米的冠軍錦標也獲得勝利。四歲時牠贏得樂景傑錦標、威爾斯親王錦標、日蝕大賽和2400米的英皇錦標。競賽生涯中唯一敗仗是首屆金邊臣金盃（現稱國際錦標），敗於Roberto蹄下。

## 背景
1968年3月5日出生於英國，由John Hislop培育，格烈准將的父親是薩塞克斯錦標和樂景傑錦標得主Queen's Hussar、母親是曾出賽但未獲過頭馬的La Paiva、外祖父是Prince Chevalier。牠的母線中有一匹雌馬三冠得主美寶莉（Pretty Polly），是牠的第五代祖母。格烈准將是以小說家亞瑟·柯南·道爾筆下人物命名，形格出眾，脾氣乖巧，身高為16掌2吋。
格烈准將由Dick Hern訓練，18次出賽俱由Joe Mercer執韁。

## 競賽生涯

### 1970年：兩歲賽季
1970年6月24日於紐伯里馬場的Berkshire錦標首次上陣，以五個馬位勝出。
8天後出戰梳士巴利馬場的香檳錦標，再次以四個馬位輕勝。
兩場勝仗後，格烈准將休息了六星期。8月15日回到紐伯里馬場於Washington Singer錦標登場，以兩馬位之先擊敗Comedy Star。
經過三場大勝，牠挑戰生涯首場一級賽中央公園錦標。在這場一哩賽事中格烈准將遇上Mummy's Pet和Swing Easy兩匹強手，仍然以三個馬位奪冠而回。

### 1971年：三歲賽季
二千堅尼錦標
英國馬季首場三歲經典賽二千堅尼錦標只有六匹馬參戰，雖然出馬少，卻堪稱是該賽事史上質素最高的其中一次。賽事中評分最高的三匹馬My Swallow、水車礁石和格烈准將，合共出賽19次，贏了當中的18次，牠們囊括了去年所有歐洲兩歲大賽，而且取勝姿態從容，所以人們對於三駒同場對壘充滿期待。My Swallow與水車礁石分別勝出了資格賽，格烈准將卻是季內初出。從賠率看來，焦點落在前兩駒身上，但格烈准將在最後600米發揮後勁，超越了My Swallow和水車礁石，以三個馬位優勢贏得生涯第二場一級賽。
聖詹姆士宮錦標
根據Timeform記載，當日雅士谷馬場的場地狀況非常糟糕，勉強適合進行賽事。賽事只得四匹馬參戰，在大爛地的場地上格烈准將僅僅在終點前追過Sparkler奪冠。
經此一役，馬主John Hislop表示格烈准將的部署將有一部份取決於My Swallow馬主David Robinson的意願。因為他相信強馬必須與強馬比賽來證明自己的實力，如果My Swallow出戰七月盃，格烈准將也會赴會，讓My Swallow有復仇的機會。否則，格烈准將就會轉戰古活馬場的薩塞克斯錦標。
薩塞克斯錦標
光榮古活賽期的首兩天都受到大雨影響，舉行薩塞克斯錦標的星期二當天更下起滂沱大雨，場地狀況對格烈准將甚為不利。眼看二千堅尼蹄下敗將水車礁石已先後贏得葉森打吡、日蝕大賽和英皇錦標，馬主明白不單止要攻下這場重要的一哩賽事，而且要贏得輕鬆，以證明牠是自Tudor Minstrel以來英國最佳的一哩馬。
在這場比賽格烈准將採取放頭策略，最後200米雖受到Faraway Son和Joshua威脅，仍然以五個馬位勝出。
慶典一哩錦標（古活一哩錦標）
這場在陰冷潮濕天氣下進行的比賽只得三匹馬角逐，格烈准將以非常輕鬆的姿態帶離亞軍10個馬位奔過終點。
伊莉莎白二世錦標
又是一場只得三駒參與的賽事，格烈准將再次大勝一場，這次的距離是8個馬位。
冠軍錦標
格烈准將首次挑戰2000米賽事，本屆冠軍錦標既考驗牠的長力，也能一窺牠來季能否在日蝕大賽再與水車礁石一較高下。面對多匹年長良駒，加上賽事當日再度遇上惡劣天氣，格烈准將在前往起跑閘口時曾兩度猶豫不前，需要騎師催策。
起跑後牠緊隨前領馬群，轉入直路時已透出3個馬位，最後階段力量轉弱，被愛爾蘭代表Rarity窮追，結果以一馬頭位僅勝。
這場勝仗的意義在於證明了格烈准將已經完全適應了變化場地，牠的長力也足以應付一哩半甚至以上的距離。

### 1972年：四歲賽季
格烈准將在3月末才開始了認真的操練，練馬師Dick Hern在這課操練後說，馬身在過去的冬天沒有明顯的成長，仍然是比水車礁石高出兩掌，在操練中表現可人，馬性更見文靜。
在四歲賽季，格烈准將把連勝紀錄增至15場：先是一哩的樂景傑錦標，然後是比亞軍多負14磅的Westbury錦標、在皇家雅士谷賽期牠輕鬆取下威爾斯親王錦標兼打破場地紀錄。在水車礁石缺陣的日蝕大賽再次面對鬆軟場地，仍然以一馬位之先勝出。接著牠挑戰從未跑過的2400米──英國最觸目的賽事英皇錦標。雖然牠比亞軍Parnell早個半馬位到終點，但由於末段內閃阻及Parnell，經董事小組研訊後保住了冠軍。
然而，連勝紀錄也有終止的一天。在途程2000米的金邊臣金盃，被捧成1/3大熱的格烈准將面對本年度葉森打吡頭二馬Roberto和Rheingold。是賽Roberto採取瘋狂領放戰略，最終在打破場地紀錄的快時間下，以3個馬位擊倒格烈准將。格烈准將的鞍上人Joe Mercer在賽後表示，馬兒身體不適，賽後返回馬房時頭部下垂，更吐出黏液"。
隨後，格烈准將以衛冕伊莉莎白二世錦標和冠軍錦標來結束競賽生涯。
牠的總戰績為18戰17冠1亞，獲得獎金253,024.70英鎊。

## 配種生涯
退役後格烈准將先在新市場Egerton育馬場配種，後來轉至其馬主的East Woodhay育馬場。牠的配種成績一般，比起宿敵水車礁石可說是差天共地，不過也出產了1980年聖烈治錦標冠軍輕騎兵(Light Cavelry)和在禁藥疑雲中取得冠軍錦標的Vayrann。他也是2015年美國三冠馬美式法老的第五代祖先。
格烈准將在1989年逝世，遺體安葬在新市場Swynford酒店。

## 榮譽
1971年末，Timeform為格烈准將給出年度最高的141分，與水車礁石同分。次年以144分名列Timeform榜首，是史上第二高的分數(與Tudor Minstrel同分，少Sea Bird一分)。
由Racegoers' Club舉辦的1972年英國年度代表馬選舉，格烈准將以40票當選，是史上首匹全票當選的英國馬王。
沙丘園以格烈准將錦標來紀念牠。

## 血統表
- http://www.pedigreequery.com/brigadier+gerard （页面存档备份，存于）